# يوبها عقيلاد
يوبها عقيلاد (بالإنجليزية: Eubha Akilade)‏، ولدت في 27 يونيو 1998 في غلاسكو، وهي راقصة وممثلة بريطانية. اشتهرت بأدوارها مثل ليلي واتسون في مسلسل إيف (2015-2017) وإينس لو بريتون في تجدني في باريس (2018-2020).
هي من أصل نيجيري.

## روابط خارجية
- يوبها عقيلاد على موقع IMDb (الإنجليزية)
- يوبها عقيلاد على موقع روتن توميتوز (الإنجليزية)
- يوبها عقيلاد على موقع ألو سيني (الفرنسية)
- يوبها عقيلاد على موقع قاعدة بيانات الفيلم (الإنجليزية)